# Tåben
Tåben (russisk: Дурак) er en russisk spillefilm fra 2014 af Jurij Bykov.

## Medvirkende
- Artjom Bystrov som Dima Nikitin
- Natalja Surkova som Nina Galaganova
- Boris Nevzorov som Fedotov
- Jurij Tsurilo som Bogatjov
- Kirill Polukhin som Matjugin